# 揚·范艾克
扬·范艾克（荷蘭語：Jan van Eyck，早于1390年—1441年7月9日），活跃于布魯日的弗拉芒畫家。他是早期尼德兰畫派的創新者之一，也是北方文藝復興的代表人物。除与其兄许贝特·范艾克合作完成的《根特祭壇畫》和签有字母「Hand G」（人们认为是揚）的《都灵-米兰时光》泥金裝飾手抄本之外，大约只有25部完成于1432年至1439年间幸存的作品归属于他。其中包括根特祭坛画在内的十部作品，是标有完成日期和由希腊字母缀成的一系列范艾克名字的双关座右铭ALS IK KAN (As I (Eyck) can)签名。
关于扬·范艾克早期生活的记录十分匮乏，历史上并没有记载他出生日期和地点的文献。少数幸存的记录显示，他出生于公元1380年至1390年间，出生地极有可能是马塞克。扬·范艾克以绘画为生，曾任荷兰统治者巴伐利亚-施特劳宾的约翰的宫廷画师一职。1422年间，他已经是海牙地区一位拥有数多位助手的大师级画家。1425年约翰逝世后，他被菲利普三世聘为宫廷画家，在里尔居住到1429年。之后至其逝世（公元1441年），范艾克搬至布魯日，在那继续为菲利普三世服务。据了解，菲利普三世十分看中扬·范艾克，并派扬·范艾克代表他本人进行数次外交访问，其中包括1428年就菲利普三世与葡萄牙伊丽莎白公主的婚姻一事宜前往里斯本。

## 生平簡歷
扬·范艾克於1390年前出生于荷兰马斯特里赫特附近的馬塞克，与同时期的許貝特·范艾克合称为范艾克兄弟。二人同为文艺复兴时期尼德兰的伟大画家，是尼德兰文艺复兴的奠基者。1425年扬·范艾克任勃艮第公国菲利普三世的宫廷画师，曾经充任使节到过葡萄牙等地。他以写实的精细描写和微妙的光影表现，使作品闻名于世。由於他發明了一種新的溶劑，能保存畫作中的油彩而不退色。他把神圣的内容拉入现实世界中，着力描绘现实生活、现世人生的丰富多彩。

## 生平和事业

### 早期

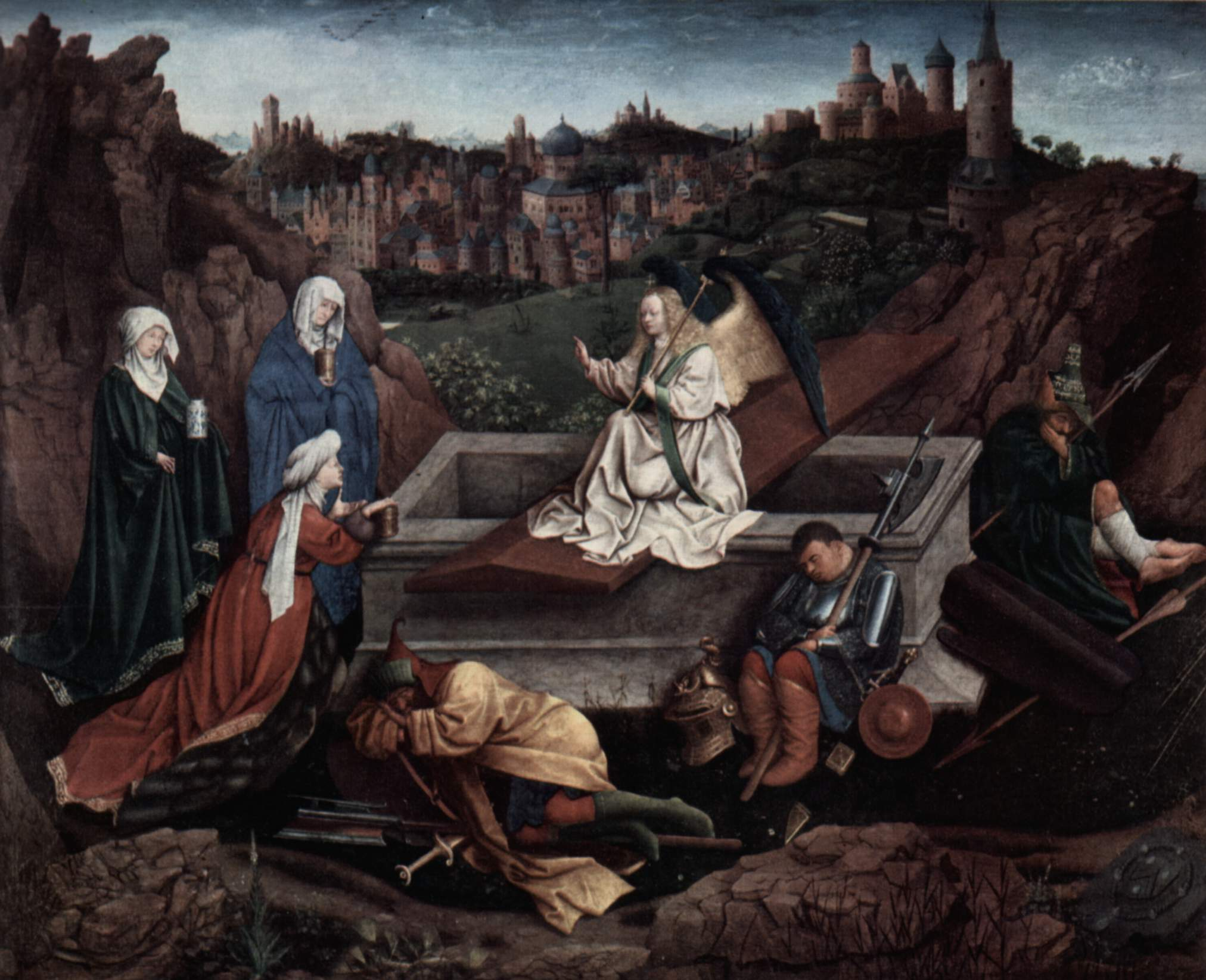
《空墓前的三聖女》（The Three Marys at the Tomb），可能在公元1410年至公元1420年间，由扬绘画或扬的兄弟 许贝特·范艾克（Hubert van Eyck）初稿；由扬的工作组成员在1440年前完成

关于扬·范艾克早期生活的记录十分匮乏，历史上并没有记载他出生日期和地点的文献。 现存最早史料来源于海牙巴伐利亚 - 施特劳宾的约翰的宫廷记录，其中有几笔支付给宫廷画家Meyster Jan den malre（Master Jan the painter）和其两名助手的费用。这表明扬·范艾克最早出生于公元1395年。但是，1433年他在伦敦创作的作品一个男人的画像则更多地证明他出生于1380年左右。又有资料显示，公元1500年之后，他出生在列日主教管区马塞克。从词源学角度来看，这种说法还有颇有根据的：考虑到"Van Eyck"的意思是"of Eyck"，它是较早的"eik"的另一种拼法；扬·范艾克逝世后，他的女儿Lievine在马塞克一家修道院修道的事实也为此说增加了论据。此外，他在为作品《空墓前的三聖女》（Portrait of Cardinal Niccolò Albergat）所做的准备素描笔记则是用马塞克方言完成的。
他有一个名为玛格丽特的同胞姐妹和至少两个画家兄弟：许贝特·范艾克（死于公元1426年），Lambert (活跃于公元1431 至 公元1442年间)，但是他们的长幼秩序却不甚明了。另外一个在法国南部出名的年轻人Barthélemy van Eyck也被认为和扬·范艾克是亲戚。我们对于扬·范艾克在哪里接受教育一无所知，但是不难肯定的是他懂得拉丁文、希腊文，并在很多落款中使用希伯来字母；这些都表明他受过古典学教育。从他的墓碑上的纹章辨别，人们认为他出生于一个绅士阶级。很少有画家能够有幸获得这种教育，这也是他能够为Philip所赏识成为宫廷画家不可或缺的要素之一。

## 風格
扬·范艾克的作品包括世俗和宗教题材，其中有委托画像、资助画像（画像中资助者跪立于安坐的聖母瑪利亞前），大型和可转移的祭壇畫。他绘画的面板分成单面、双面、三面和多面。菲利普三世付给扬·范艾克丰厚的报酬，因为三世本人信奉如果画家经济有了保障，那么画家就可以随心所欲地创作了。他的画风基于国际哥特式艺术，但是很快他通过部分倾向于自然主义和现实主义的侧重超越了。扬·范艾克利用精湛的新技艺：利用油作为介质；因为油乾得极慢，从而令他有更多的时间和工作空间混合和调配不同的颜料层。根據瓦薩里和包括恩斯特·貢布里希在內的其他藝術史學家的說法，范艾克為油畫的發明人。他富有影响力，他的技巧和画风迅速被罗伯特·坎平、罗希尔·范德魏登、之后的早期尼德兰畫派吸收并发展。

## 作品

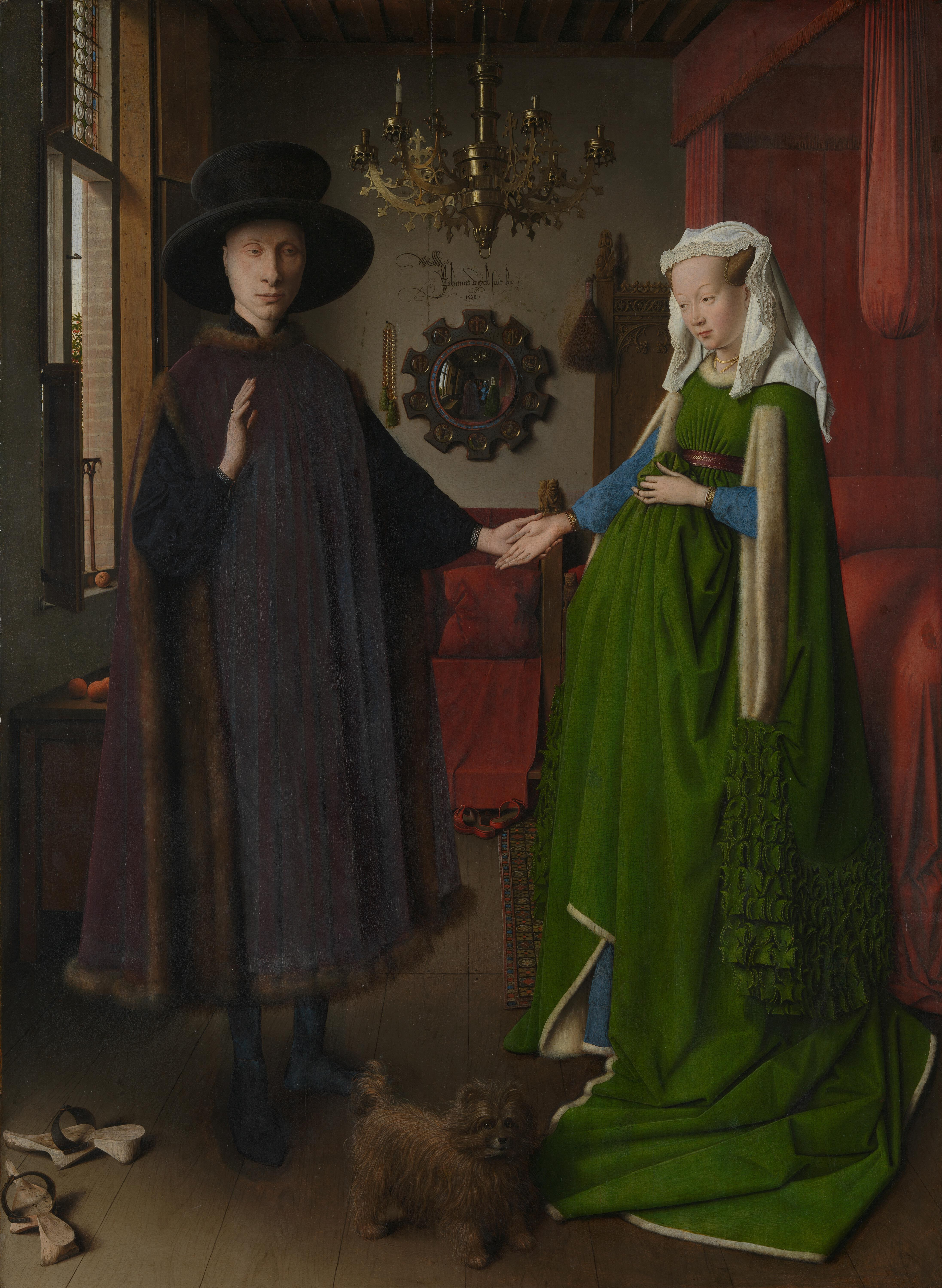
《阿爾諾非尼夫婦》(Portrait of Arnolfini and his Wife)，1434年，收藏於英國國家美術館
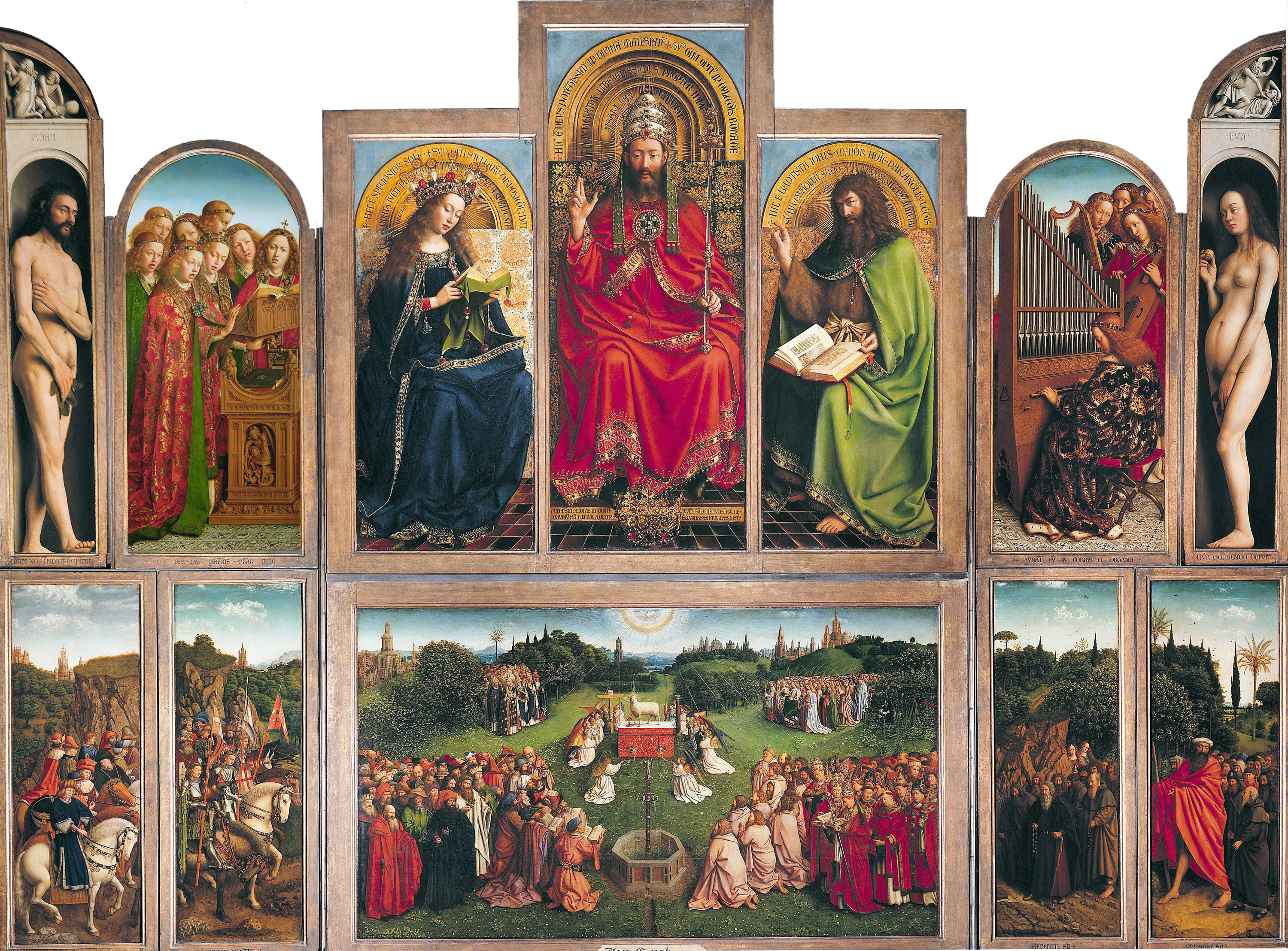
《根特祭壇畫》(The Ghent Altarpiece)，1432年，收藏於比利時根特(Ghent)聖巴蒙教堂
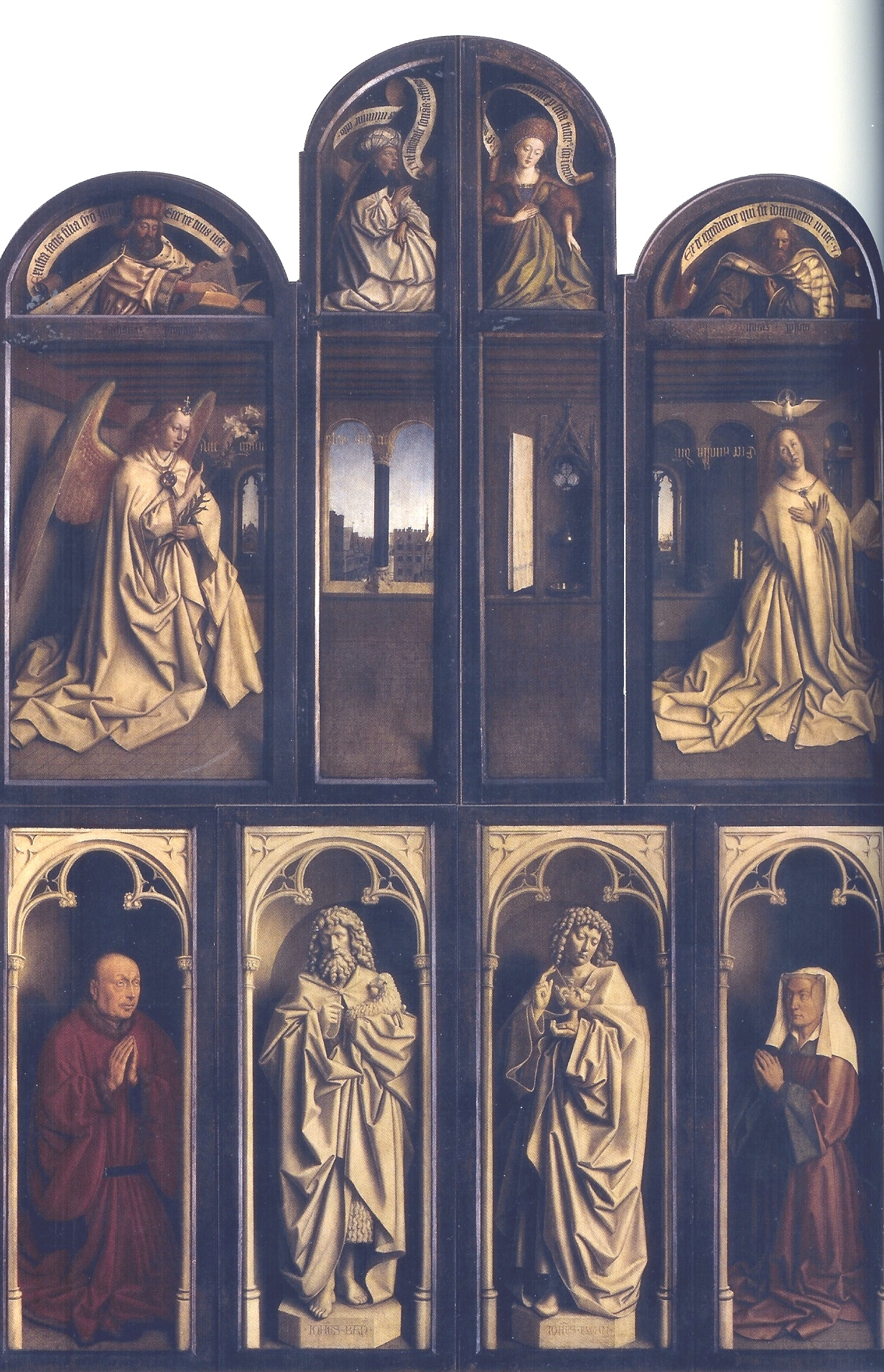
《根特祭壇畫》(The Ghent Altarpiece)，1432年，收藏於比利時根特(Ghent)聖巴蒙教堂
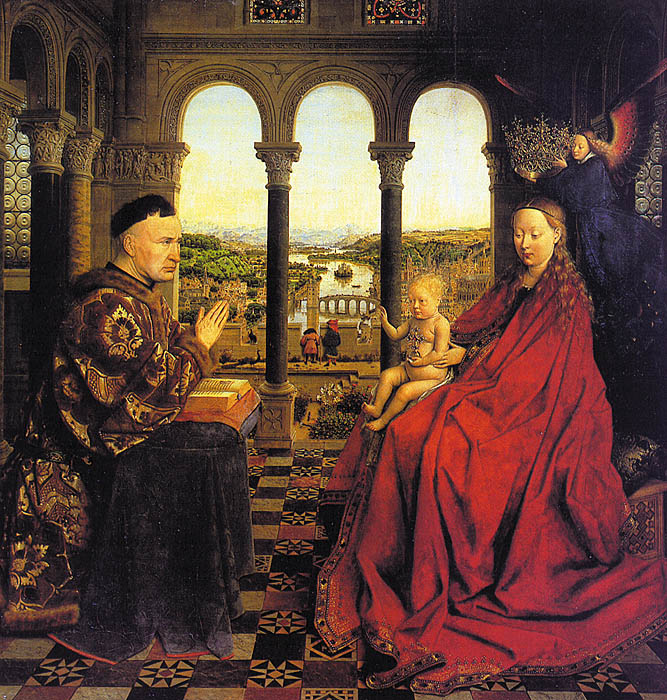
《羅林大臣的聖母》(The Madonna with Chancellor Rolin)，1431年-1435年，收藏於羅浮宮
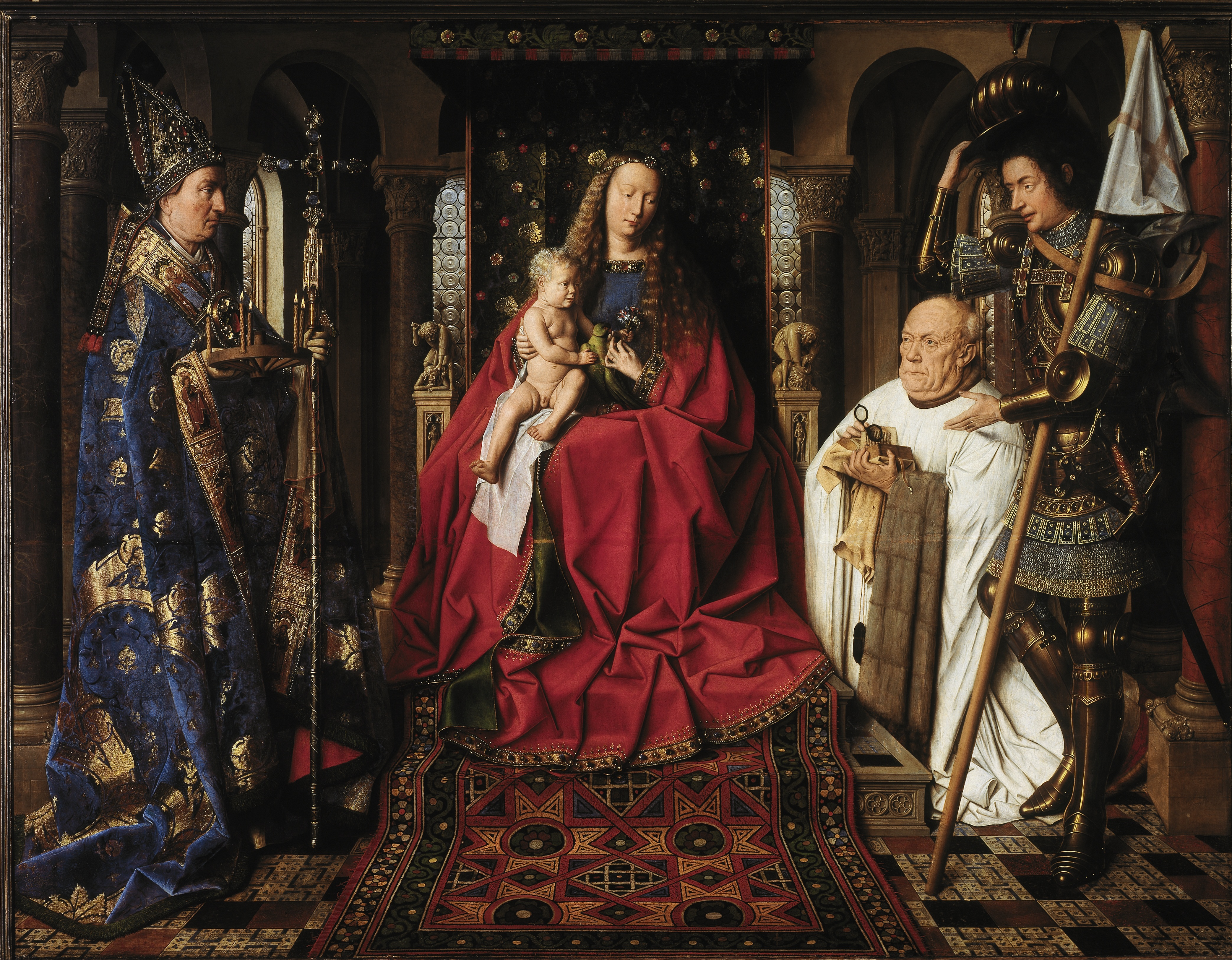
《卡農的聖母》(The Madonna with Canon van der paele)，1434年-1436年，收藏於比利時布魯日公共美術博物館
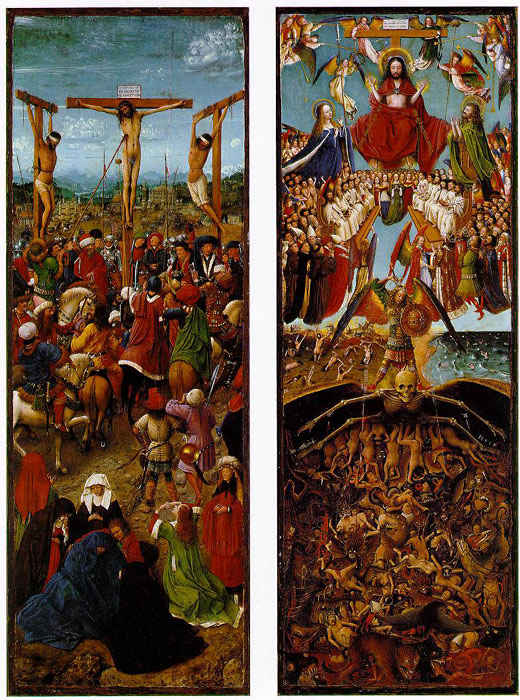
《最後審判》(The Crucifixion; The Last Judgment)，1430年，收藏於美國紐約大都會美術館
《天使報喜》(The Annunciation)，1434年-1436年，收藏於美國國家美術館
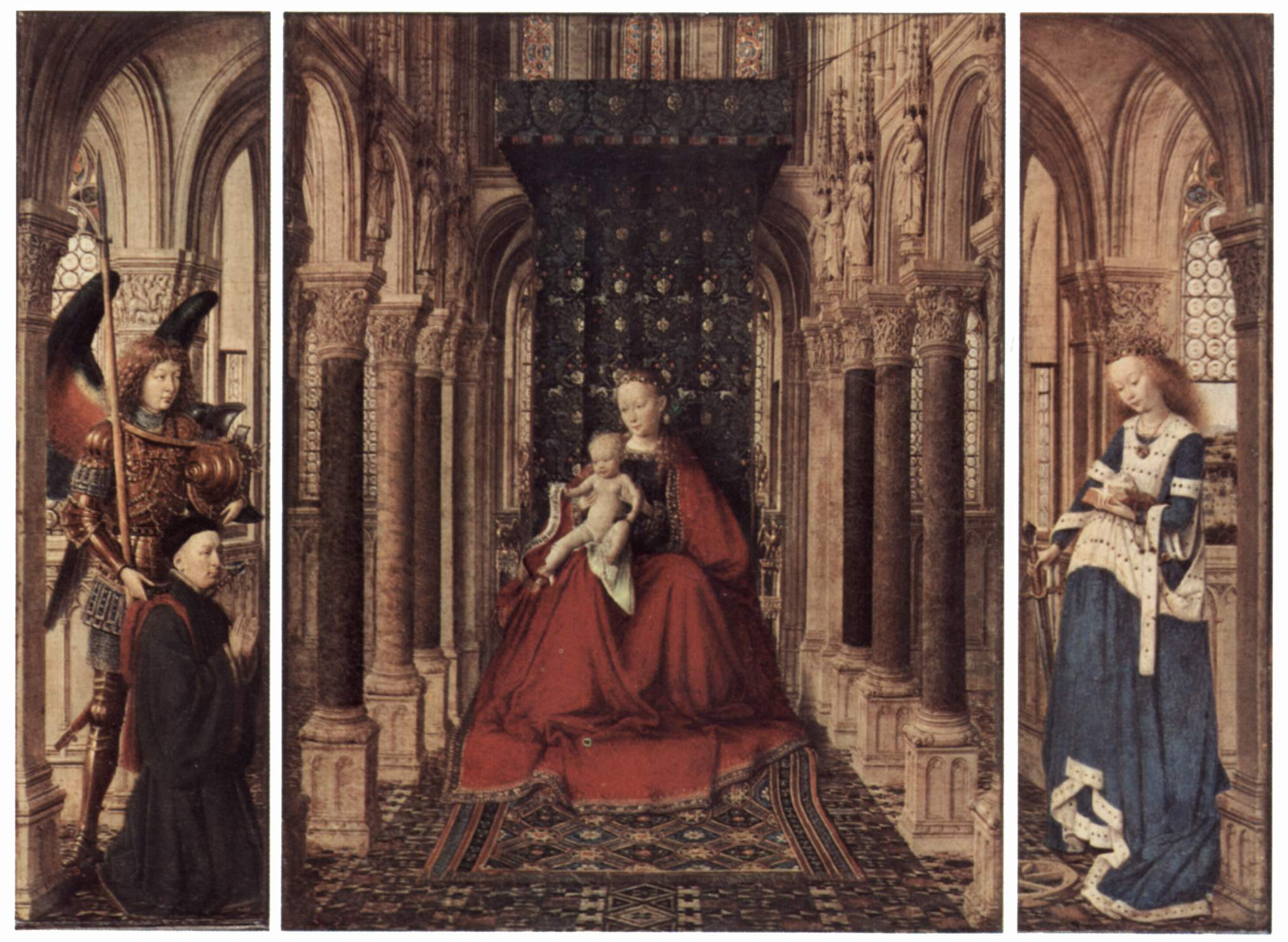
《寶座上的聖母和聖嬰》(Small Triptych)，1437年，收藏於德國德勒斯登德勒斯登繪畫陳列館
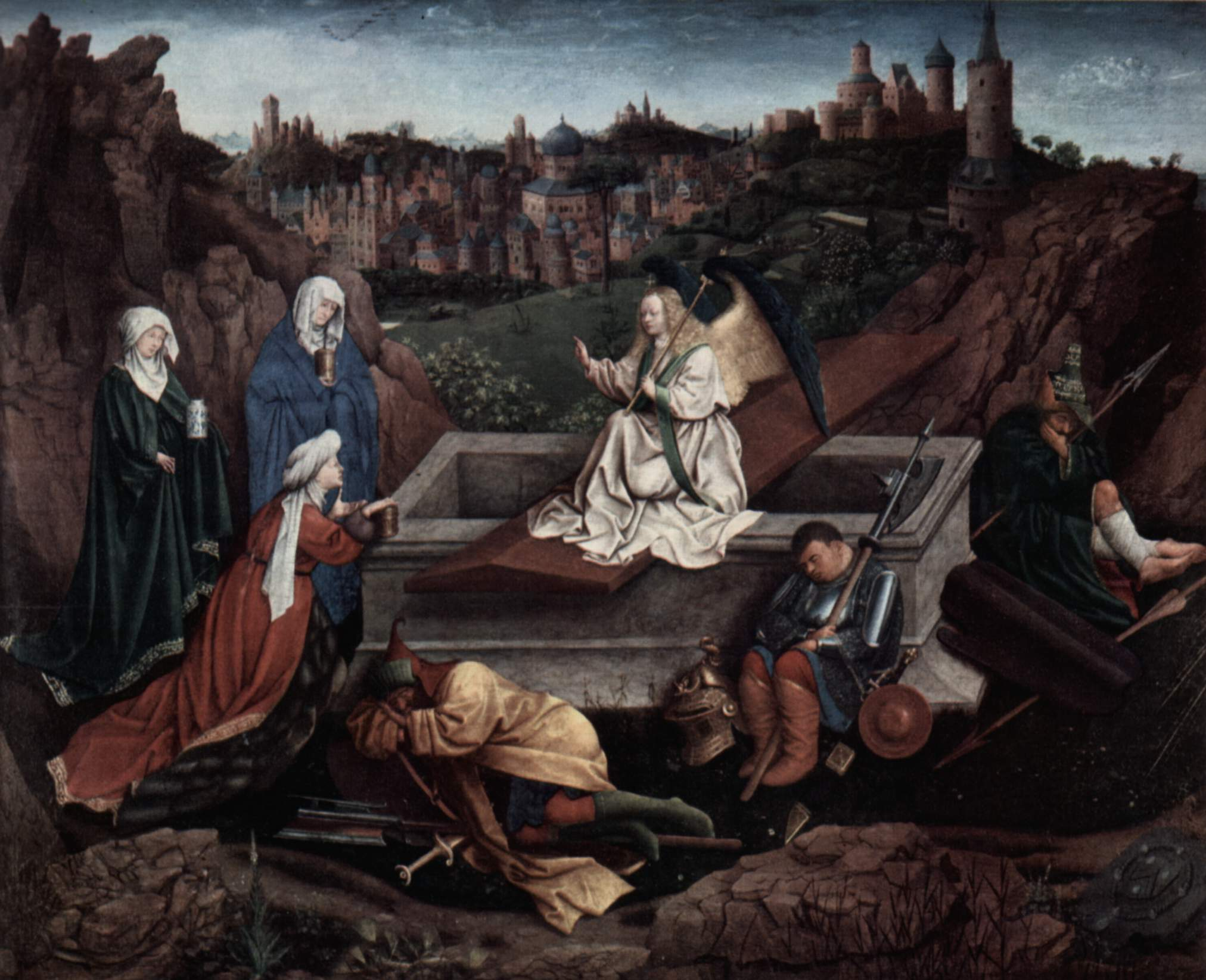
《空墓前的三聖女》(Three Maries at the open sepulchre)，1425年-1435年，收藏於荷蘭鹿特丹布尼根博物館